# Joona Toivio
Joona Marko Aleksi Toivio (ur. 10 marca 1988 w Sipoo) – piłkarz fiński grający na pozycji środkowego obrońcy. Od 2025 roku jest zawodnikiem klubu KTP Kotka.

## Kariera klubowa
Karierę piłkarską Toivio rozpoczynał w juniorach klubów IF Sibbo-Vargarna i HJK Helsinki. W młodym wieku podjął treningi w holenderskim AZ Alkmaar. W 2007 roku awansował do kadry pierwszego zespołu, jednak nie zanotował w nim debiutu w Eredivisie. W 2008 roku został wypożyczony do drugoligowego Telstaru, w którym grał w sezonach 2008/2009 i 2009/2010.
Na początku 2010 roku Toivio zmienił klub i podpisał kontrakt ze szwedzkim Djurgårdens IF. W szwedzkiej lidze swój debiut zanotował 14 marca 2010 w przegranym 1:2 wyjazdowym meczu z BK Häcken.
| Sezon   | Klub                         | Kraj     | Rozgrywki      | Mecze | Bramki |
| ------- | ---------------------------- | -------- | -------------- | ----- | ------ |
| 2007/08 | AZ Alkmaar                   | Holandia | Eredivisie     | 0     | 0      |
| 2008/09 | Telstar                      | Holandia | Eerste divisie | 35    | 0      |
| 2009/10 | Telstar                      | Holandia | Eerste divisie | 16    | 0      |
| 2010    | Djurgårdens IF               | Szwecja  | Allsvenskan    | 29    | 1      |
| 2011    | Djurgårdens IF               | Szwecja  | Allsvenskan    | 28    | 6      |
| 2012    | Djurgårdens IF               | Szwecja  | Allsvenskan    | 30    | 2      |
| 2013    | Molde FK                     | Norwegia | Tippeligaen    | 16    | 4      |
| 2014    | Molde FK                     | Norwegia | Tippeligaen    | 22    | 1      |
| 2015    | Molde FK                     | Norwegia | Tippeligaen    | 22    | 2      |
| 2016    | Molde FK                     | Norwegia | Tippeligaen    | 17    | 4      |
| 2017    | Molde FK                     | Norwegia | Tippeligaen    | 12    | 1      |
| 2017/18 | Bruk-Bet Termalica Nieciecza | Polska   | Ekstraklasa    | 9     | 1      |
| 2018    | BK Häcken                    | Szwecja  | Allsvenskan    | 12    | 0      |

## Kariera reprezentacyjna
W 2009 roku Toivio był kapitanem reprezentacji Finlandii na Mistrzostwach Europy U-21 w Szwecji.
W dorosłej reprezentacji Toivio zadebiutował 9 lutego 2011 roku w zremisowanym 1:1 towarzyskim meczu z Belgią.